# Waiteolana gibbera
Waiteolana gibbera är en kräftdjursart som beskrevs av Harrison 1984. Waiteolana gibbera ingår i släktet Waiteolana och familjen klotkräftor. Inga underarter finns listade i Catalogue of Life.